# Mark Helprin

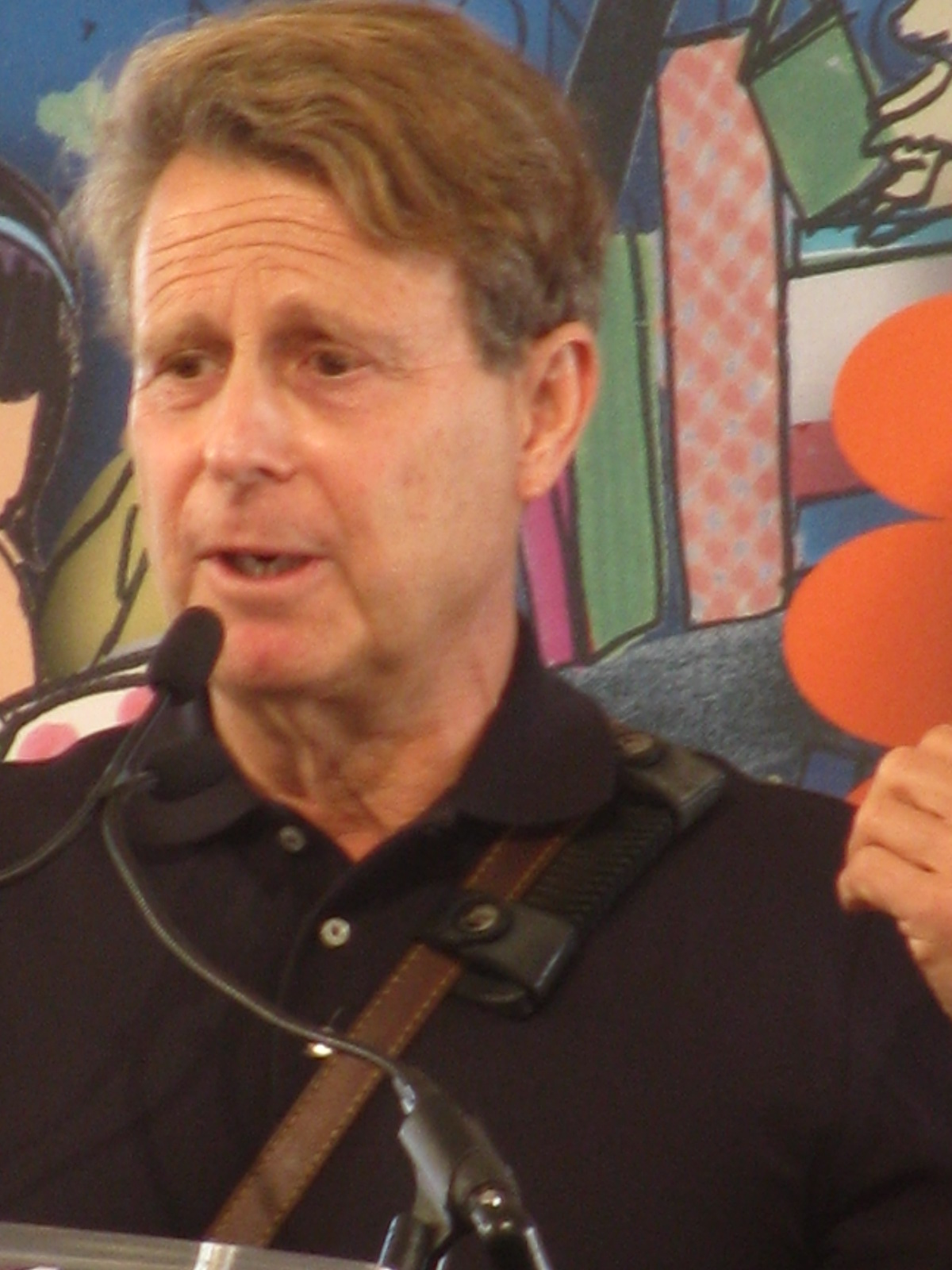
Zdjęcie Marka

Mark Helprin (ur. 28 czerwca 1947 w Nowym Jorku) – amerykański pisarz i dziennikarz piszący do „The New Yorkera”. Autor powieści Zimowa opowieść (ang. Winter’s Tale, 1983)
Zimowa opowieść to książka z nurtu realizmu magicznego, z akcją w zmitologizowanym Nowym Jorku przyszłości. Została zekranizowana w 2014.